# Chlorotettix sinchona
Chlorotettix sinchona är en insektsart som beskrevs av Delong och Rauno E. Linnavuori 1978. Chlorotettix sinchona ingår i släktet Chlorotettix och familjen dvärgstritar. Inga underarter finns listade i Catalogue of Life.